# ساره بیات
ساره بیات (زادهٔ ۱۴ مهر ۱۳۵۸) بازیگر ایرانی است. او از سال ۱۳۸۰ وارد کار تئاتر شد و پس از تحصیل بازیگری، در مجموعه تلویزیونی یک مشت پر عقاب (۱۳۸۶) حضور یافت. نخستین حضور سینمایی او در فیلم مقلد شیطان (۱۳۸۵) بود.
بیات برای بازی در نقش مکمل فیلم تحسین‌شدهٔ جدایی نادر از سیمین (۱۳۸۹) به همراه بازیگران زن این فیلم برندهٔ خرس نقره‌ای شد. او همچنین برای بازی در نقش اصلی فصل فراموشی فریبا (۱۳۹۲)، آااادت نمی‌کنیم (۱۳۹۴) و چشم بادومی (۱۴۰۳) نامزد سیمرغ بلورین شد.

## زندگی
ساره بیات در ۱۴ مهر ۱۳۵۸ در تهران زاده شد. او  فارغ‌التحصیل کارشناسی صنایع فرش و دوره دیده مؤسسه کارنامه است که از ۲۲ سالگی وارد تئاتر شد و از سال ۱۳۸۴ با سریال یک مشت پرعقاب جلوی دوربین رفت. پدر و مادرش مخالف ورودش به عرصه بازیگری بودند به همین دلیل به‌صورت پنهانی رشته دانشگاهی‌اش را هنر انتخاب کرد تا مخفیانه وارد بازیگری شود.

### زندگی شخصی
ساره بیات در یک خانواده ۴ نفره بزرگ شده و تنها یک خواهر کوچکتر از خود بنام سَروین دارد که همسر رضا قوچان‌نژاد (فوتبالیست) است.
همسر او علیرضا افکاری، آهنگساز و تنظیم‌کننده ایرانی است.

## حرفه
او فارغ‌التحصیل صنایع فرش و سفیر صنایع دستی است. او که دارای مدرک بازیگری از مؤسسه کارنامه است بازیگری تئاتر، تلویزیون و سینما را از سال ۱۳۷۹ آغاز کرد. ساره بیات علاوه بر بازیگری، طراحی لباس و نقاشی نیز انجام می‌دهد. او با بازی در فیلم مقلد شیطان وارد سینما شد. بیات در سال ۱۳۸۹ برای بازی در فیلم جدایی نادر از سیمین انتخاب شد و در ادامه نیز خود جایزهٔ بهترین بازیگر نقش مکمل زن انجمن منتقدان فیلم لندن و به همراه لیلا حاتمی، سارینا فرهادی و کیمیا حسینی خرس نقره‌ای بهترین بازیگر زن جشنواره فیلم برلین را دریافت کرد. وی در سال ۱۳۹۶ جایزه بهترین بازیگر زن جشنواره حافظ برای سریال عاشقانه دریافت کرد.

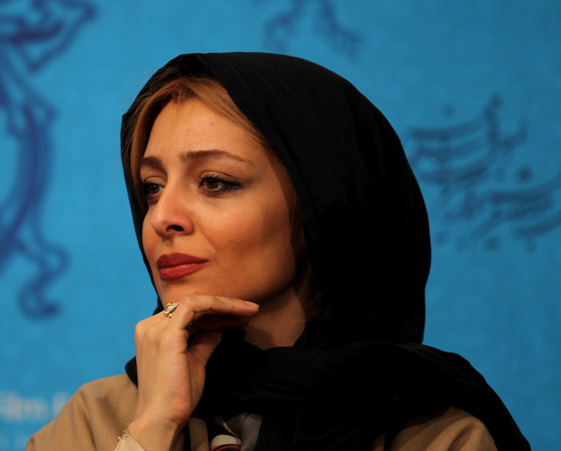
ساره بیات در نشست خبری فیلم سینمایی خواب‌زده‌ها

## فیلم‌شناسی

### سینمایی
| سال  | عنوان               | کارگردان             | نقش                |
| ---- | ------------------- | -------------------- | ------------------ |
| ۱۴۰۳ | چشم بادومی          | ابراهیم امینی        |                    |
| ۱۳۹۸ | عنکبوت              | ابراهیم ایرج زاد     | زهرا (همسر سعید)   |
| ۱۳۹۷ | هزارتو              | امیرحسین ترابی       | نگار               |
| ۱۳۹۷ | سمفونی نهم          | محمدرضا هنرمند       | راحیل              |
| ۱۳۹۷ | رحمان ۱۴۰۰          | منوچهر هادی          | نازی (نامزد اشکان) |
| ۱۳۹۶ | اتاق تاریک          | روح‌الله حجازی        | هاله               |
| ۱۳۹۵ | زرد                 | مصطفی تقی‌زاده        | نهال               |
| ۱۳۹۵ | بیست و یک روز بعد   | سید محمدرضا خردمندان |                    |
| ۱۳۹۵ | لابی                | محمد پرویزی          |                    |
| ۱۳۹۴ | آااادت نمی‌کنیم      | ابراهیم ابراهیمیان   | مهتاب              |
| ۱۳۹۴ | محمد رسول‌الله       | مجید مجیدی           |                    |
| ۱۳۹۳ | ناهید               | آیدا پناهنده         |                    |
| ۱۳۹۳ | خداحافظی طولانی     | فرزاد مؤتمن          |                    |
| ۱۳۹۳ | ساکن طبقهٔ وسط       | شهاب حسینی           |                    |
| ۱۳۹۲ | خواب‌زده‌ها           | فریدون جیرانی        |                    |
| ۱۳۹۲ | فصل فراموشی فریبا   | عباس رافعی           |                    |
| ۱۳۹۲ | لامپ ۱۰۰            | سعید آقاخانی         | ناهید حسن‌زاده      |
| ۱۳۸۹ | جدایی نادر از سیمین | اصغر فرهادی          |                    |
| ۱۳۸۵ | مقلد شیطان          | افشین صادقی          |                    |

#### تلویزیون
| سال  | نام            | کاگردان          | شبکه    |
| ---- | -------------- | ---------------- | ------- |
| ۱۳۸۶ | یک مشت پر عقاب | اصغر هاشمی       | شبکه یک |
| ۱۳۸۷ | بی‌گناهان       | احمد امینی       | شبکه سه |
| ۱۳۸۸ | بانو           | فرید سجادی حسینی | شبکه سه |

#### نمایش خانگی
| سال  | نام              | کارگردان          | نقش                         |
| ---- | ---------------- | ----------------- | --------------------------- |
| ۱۳۹۵ | عاشقانه          | منوچهر هادی       | پگاه دادگر (همسر سهیل)      |
| ۱۳۹۸ | دل               | منوچهر هادی       | رستا پژوهی                  |
| ۱۳۹۹ | گیسو (عاشقانه ۲) | منوچهر هادی       | پگاه دادگر (همسر سابق سهیل) |
| ۱۴۰۲ | تیراندازی        | محمدامین کریم پور |                             |

## جوایز و نامزدی‌ها
| سال  | جشنواره                                      | دسته                                                         | اثر                 | نتیجه    | منبع   |
| ---- | -------------------------------------------- | ------------------------------------------------------------ | ------------------- | -------- | ------ |
| ۱۳۸۹ | کانون منتقدان و نویسندگان ایران              | دریافت جایزه بهترین بازیگر زن                                | جدایی نادر از سیمین | برنده    | [ ۹ ]  |
| ۱۳۸۹ | بیست و نهمین دورهٔ جشنوارهٔ فیلم فجر           | دیپلم افتخار بهترین بازیگر نقش مکمل زن                       | جدایی نادر از سیمین | برنده    | [ ۱۰ ] |
| ۱۳۹۰ | شصت و یکمین دورهٔ جشنوارهٔ فیلم برلین          | خرس نقره‌ای بهترین بازیگر زن (به همراه گروه بازیگران زن فیلم) | جدایی نادر از سیمین | برنده    | [ ۱۱ ] |
| ۱۳۹۰ | جشنوارهٔ فیلم جیپور هندوستان                  | بهترین بازیگر زن                                             | جدایی نادر از سیمین | نامزدشده | [ ۱۲ ] |
| ۱۳۹۱ | انجمن منتقدان فیلم لندن                      | بهترین بازیگر نقش مکمل زن                                    | جدایی نادر از سیمین | برنده    | [ ۱۳ ] |
| ۱۳۹۱ | جشنواره بین‌المللی فیلم پام اسپرینگز          | بهترین بازیگر زن (به همراه گروه بازیگران زن فیلم)            | جدایی نادر از سیمین | برنده    | [ ۱۴ ] |
| ۱۳۹۲ | جشنواره بین‌المللی فجر                        | بهترین بازیگر نقش یک زن                                      | فصل فراموشی فریبا   | نامزدشده |        |
| ۱۳۹۳ | جشن خانه سینما                               | بهترین بازیگر نقش یک زن                                      | ناهید               | نامزدشده |        |
| ۱۳۹۳ | هشتمین جشن منتقدان و نویسندگان سینمایی ایران | بهترین نقش یک زن                                             | -                   | نامزدشده | [ ۱۵ ] |
| ۱۳۹۴ | جشنوارهٔ بین‌المللی فیلم راوی                  | بهترین بازیگر زن                                             | فصل فراموشی فریبا   | برنده    | [ ۶ ]  |
| ۱۳۹۴ | جشنوارهٔ تیبورون آمریکا                       | بهترین بازیگر زن                                             | فصل فراموشی فریبا   | برنده    | [ ۱۶ ] |
| ۱۳۹۴ | سی و چهارمین دورهٔ جشنوارهٔ فیلم فجر           | بهترین بازیگر زن                                             | آااادت نمی‌کنیم      | نامزدشده | [ ۱۷ ] |
| ۱۳۹۴ | جشنوارهٔ فیلم یونیورسال آمریکا                | بهترین بازیگر زن                                             | فصل فراموشی فریبا   | نامزدشده | [ ۱۸ ] |
| ۱۳۹۴ | جشنوارهٔ فیلم نیوجرسی آمریکا                  | بهترین بازیگر زن                                             | فصل فراموشی فریبا   | نامزدشده | [ ۱۹ ] |
| ۱۳۹۴ | جشنوارهٔ بین‌المللی فیلم ارواین آمریکا         | بهترین بازیگر زن                                             | فصل فراموشی فریبا   | برنده    | [ ۲۰ ] |
| ۱۳۹۵ | جشنوارهٔ بین‌المللی کویینز ورلد                | بهترین بازیگر زن                                             | فصل فراموشی فریبا   | برنده    | [ ۲۱ ] |
| ۱۳۹۵ | جشن چلچراغ                                   | نشان بازیگری                                                 | -                   | برنده    | [ ۲۲ ] |
| ۱۳۹۵ | جشنوارهٔ بین‌المللی فیلم عشق                   | بهترین بازیگر زن                                             | فصل فراموشی فریبا   | برنده    | [ ۲۳ ] |
| ۱۳۹۶ | هفدهمین جشن حافظ                             | بهترین بازیگر زن درام                                        | سریال عاشقانه       | برنده    | [ ۷ ]  |
| ۱۳۹۶ | جشنوارهٔ فیلم شانگهای                         | بهترین بازیگر نقش اول زن                                     | زرد                 | برنده    | [ ۲۴ ] |
| ۱۳۹۷ | هجدهمین جشنواره حافظ                         | بهترین بازیگر زن                                             | زرد                 | نامزدشده |        |